# Michele Lascaris
Michele Tzamantouros Lascaris (in greco Μιχαήλ Τζαμάντουρος Λάσκαρις?; fl. XIII secolo) è stato un nobile e militare bizantino.

## Biografia
Michele era il figlio minore di Teodoro I Lascaris (regno 1205-1221), fondatore dell'Impero di Nicea. Michele e suo fratello Manuele portavano il cognome di Tzamantouros (Tζαμάντουρος), indicando probabilmente che avevano una madre diversa da quella di Teodoro e degli altri suoi fratelli.
Michele non ricoprì alcuna carica o titolo di corte durante il regno di Teodoro, e sotto il successore di Teodoro, Giovanni III Ducas Vatatze (r. 1221-1254) fu addirittura esiliato, insieme al fratello Manuele. Con l'ascesa al trono di Teodoro II Lascaris (r. 1254-1258) i due fratelli furono richiamati a corte; mentre Manuele divenne monaco, Michele ricevette il titolo di protosebastos e ricoprì non meglio precisati comandi militari. Michele non sembra essere stato stimato per la sua competenza, ma si guadagnò la reputazione di consigliere prudente.
Dopo la morte di Teodoro II e l'assassinio di Giorgio Muzalon, Michele e Manuele si proposero come possibili tutori del figlio minorenne di Teodoro, Giovanni IV, senza successo, poiché Michele VIII Paleologo fu designato tutore e divenne presto co-imperatore. Michele fu brevemente esiliato a Prussa, ma rapidamente richiamato dal Paleologo, che lo nominò megaduca dopo la riconquista di Costantinopoli. L'incarico prevedeva il comando della marina imperiale, ma Michele Lascaris, probabilmente a causa dell'età avanzata, non esercitò mai questo ruolo, che andò invece al prōtostratōr Alessio Ducas Filantropeno. L'unica attività nota di Michele Lascaris in questo periodo è un'ambasciata al re Stefano V d'Ungheria nel 1271-1272. Morì poco dopo e gli succedette Filantropeno come megaduca.